# Средиземноморска чайка
Средиземноморската чайка (Ichthyaetus audouinii) е вид птица от семейство Чайкови (Laridae).

## Разпространение
Видът е разпространен в Средиземно море, западното крайбрежие на Сахара и Иберийския полуостров.
Среща се и в България.